# Hélène Catzaras
Hélène Catzaras (arabe : هيلين كاتزارس), née en 1956 au sein de la communauté grecque de Djerba,, est une actrice tunisienne.

## Biographie
Elle naît à Djerba au sein de la communauté grecque : sa mère, Amirissa Tsambazi, est née à Kastellórizo (Grèce) et son père, Michalis Katsaras, à Sfax (Tunisie).
Elle étudie à Tunis puis à Paris où elle obtient une maîtrise en philosophie esthétique à la Sorbonne. Dans le même temps, elle joue au théâtre avec le comédien Ahmed Snoussi qui devient son compagnon et le père de ses deux enfants. Elle mène ensuite une carrière d’actrice dans des films tunisiens et étrangers, ainsi que dans des séries de télévision. 
Elle dirige également l'Espace culturel grec de Tunis.

## Filmographie

### Cinéma

#### Longs métrages
- 1977 : Soleil des hyènes de Ridha Béhi
- 1977 : Voyage en capital d'Ali Akika et Anne-Marie Autissier
- 1982 : L'Ombre de la terre de Taïeb Louhichi
- 1982 : Le Mariage de Moussa de Mefti Tayeb
- 1990 : Halfaouine, l'enfant des terrasses de Férid Boughedir
- 1992 : Le Sultan de la médina de Moncef Dhouib
- 1994 : Les Silences du palais de Moufida Tlatli
- 1996 : Un été à La Goulette de Férid Boughedir
- 1997 : Oranges amères de Michel Such
- 1997 : Redeyef 54 d'Ali Labidi
- 2016 : Lilia, une fille tunisienne de Mohamed Zran
- 2024 : La Source de Meryam Joobeur : Moufida

#### Courts métrages
- 2004 : Le Train de Salma Baccar et Kutaiba Al-Janabi
- 2009 : Et j'attends de Shadya El Oueslati
- 2010 : Il était une fois à l'aube de Mohamed Ali Nahdi
- 2010 : À ma place de Mehdi Barsaoui

### Télévision

#### Séries télévisées
- 1991 : El Ness Hkayet de Hamadi Arafa
- 1994 : Amwej de Slaheddine Essid

#### Téléfilms
- 1987 : Un bambino di nome Gesù de Franco Rossi
- 2002 : Divorce caprice (Talak Incha) de Moncef Dhouib
- 2008 : Villa Jasmin de Férid Boughedir